# Moravski Bujmir
Moravski Bujmir (cyr. Моравски Бујмир) – wieś w Serbii, w okręgu niszawskim, w gminie Aleksinac. W 2011 roku liczyła 156 mieszkańców.